# Nivéole d'été
Leucojum aestivum
Espèce
Classification APG III (2009)
Statut de conservation UICN

 LC  : Préoccupation mineure
La nivéole d'été (Leucojum aestivum L.) est une espèce de plantes à fleurs de la famille des Amaryllidaceae, croissant dans des prés et des fossés humides.
Cette nivéole est nettement plus grande (40 à 60 cm) que la nivéole de printemps.
Les fleurs sont plus petites que celles de la nivéole de printemps, mais apparaissent en plus grand nombre (3 à 5 en ombelle latérale).
La nivéole d’été fleurit au printemps – pas en été –, juste avant les muguets.

## Description
Leucojum aestivum est une plante bulbeuse vivace , généralement haute de 35 à 60 cm, mais certaines formes atteignent 90 cm. Ses longues feuilles linéaires, de 5–20 mm de large, atteignent à peu près la même hauteur que les fleurs. La hampe florale est creuse et a deux angles aux bords translucides. Les ombelles sont généralement composées de trois à cinq, parfois jusqu’à sept fleurs portées par des pédicelles de différentes longueurs, de 25 à 70 mm de long. Les fleurs mesurent environ 3 à 4 cm de diamètre et comportent six tépales blancs, chacun portant une macule (triangle vert) juste en dessous de la pointe. Les graines noires font de 5 à 7 mm de longueur.

## Répartition

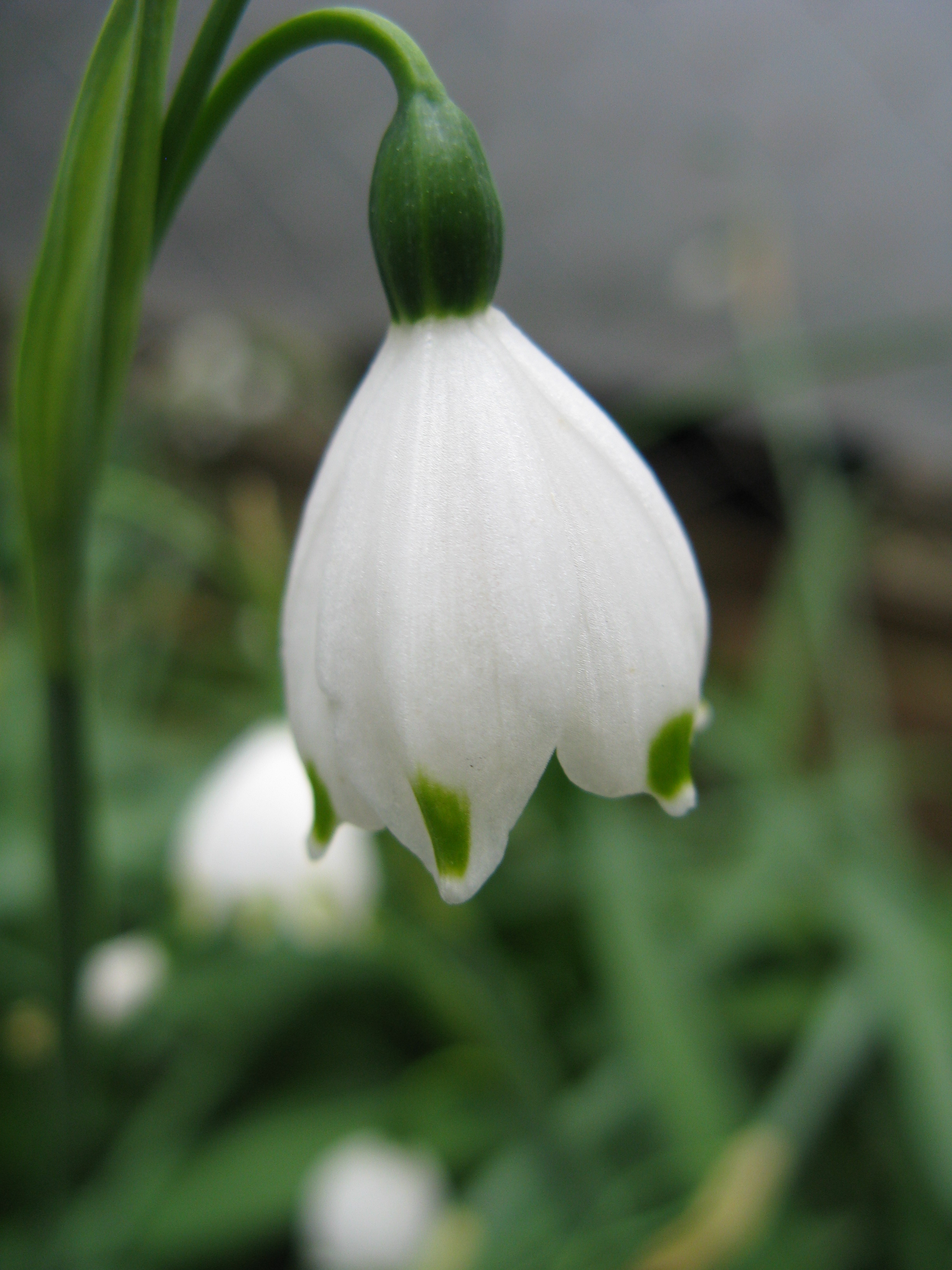
Gros plan de la fleur

La nivéole d'été a dans l'ensemble une répartition plutôt orientale et méridionale ; certaines stations plus ou moins isolées de l'aire principale remontent jusqu’en Irlande du Nord, Transcaucasie et aux Pays-Bas.
En France c’est une plante rare, qu’on ne rencontre que çà et là dans quelques stations isolées, notamment en Bretagne où elle est probablement spontanée.
En Belgique, elle est indigène dans les vallées de la Grande et de la Petite Nèthe en amont de Lierre, et aux environs de Tournai. Aux Pays-Bas on la rencontre çà et là dans l’ouest du pays.
Leucojum aestivum subsp. pulchellum (Salisb.) Briq. (Syn. Leucojum pulchellum Salisb.), originaire des marécages de la partie occidentale de la région méditerranéenne, est de taille plus réduite (20 cm) et fleurit 15 jours plus tôt.

## Statuts de protection, menaces
La Nivéole d’été est protégée sur l'ensemble du territoire, comme en Belgique, aux Pays-Bas et dans plusieurs autres pays.
L'espèce est évaluée comme non préoccupante à l'échelle mondiale. En France l'espèce se raréfie : elle y est considérée quasi menacée (NT), proche du seuil des espèces menacées ou qui pourraient être menacées si des mesures de conservation spécifiques n'étaient pas prises. Elle est classée vulnérable (VU) en Provence-Alpes-Côte d'Azur ; en danger (EN) dans la région Poitou-Charentes, en Midi-Pyrénées, Franche-Comté, et Rhône-Alpes ; danger critique (CR) en Alsace ; quasi menacée en Aquitaine.

## Culture
La nivéole d’été est une excellente plante de jardin, qui ne présente pas de difficulté de culture. Elle préfère une terre argileuse ou limoneuse fraîche à franchement humide en situation semi-ombragée.
'Gravetye Giant', sélectionné en 1924 par le jardinier anglais William Robinson d’après le nom de son manoir du Sussex, est un cultivar très robuste, à floraison plus abondante (jusqu’à 8 fleurs par ombelle).
'Nancy Lindsay' est un cultivar baptisé d'après la botaniste Nancy Lindsay (1896-1973).

## Dans la mythologie
Cette plante a été identifiée par les botanistes comme étant le « moly » (en grec ancien μῶλυ / mỗlu), une plante magique donnée par le dieu Hermès au héros Ulysse dans l’Odyssée.